# Joseph Vu Duy Thông

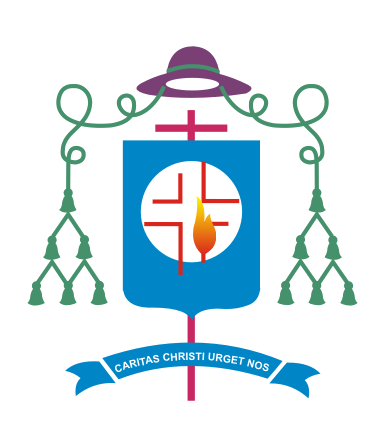
Wappen

Joseph Vu Duy Thông (vietnamesisch: Giuse Vũ Duy Thống; * 2. Juli 1952 in Thái Bình; † 1. März 2017) war ein vietnamesischer Geistlicher und Bischof von Phan Thiết.

## Leben
Der Erzbischof von Ho-Chi-Minh-Stadt, Paul Nguyên Van Binh, weihte ihn am 26. Oktober 1985 zum Priester.
Papst Johannes Paul II. ernannte ihn am 4. Juli 2001 zum Weihbischof in Ho-Chi-Minh-Stadt und Titularbischof von Tortibulum. Die Bischofsweihe spendete ihm der Erzbischof von Ho-Chi-Minh-Stadt, Jean-Baptiste Phạm Minh Mẫn, am 17. August desselben Jahres; Mitkonsekratoren waren Paul Bùi Van Ðoc, Bischof von Mỹ Tho, und Joseph Ngô Quang Kiêt, Bischof von Lạng Sơn und Cao Bằng. Als Wahlspruch wählte er Tình yêu Chúa Kitô thúc bách tôi (Die Liebe Christi drängt uns).
Am 25. Juli 2009 wurde er durch Papst Benedikt XVI. zum Bischof von Phan Thiết ernannt und am 3. September desselben Jahres in das Amt eingeführt.